# Bricniot
Bricgniot est un lieu-dit de Saint-Servais, Il est situé au bord du Houyoux, sur la route de Gembloux. Avec Saint-Servais, aujourd'hui faubourg de Namur, il fait administrativement partie de la ville de Namur (Région wallonne de Belgique).

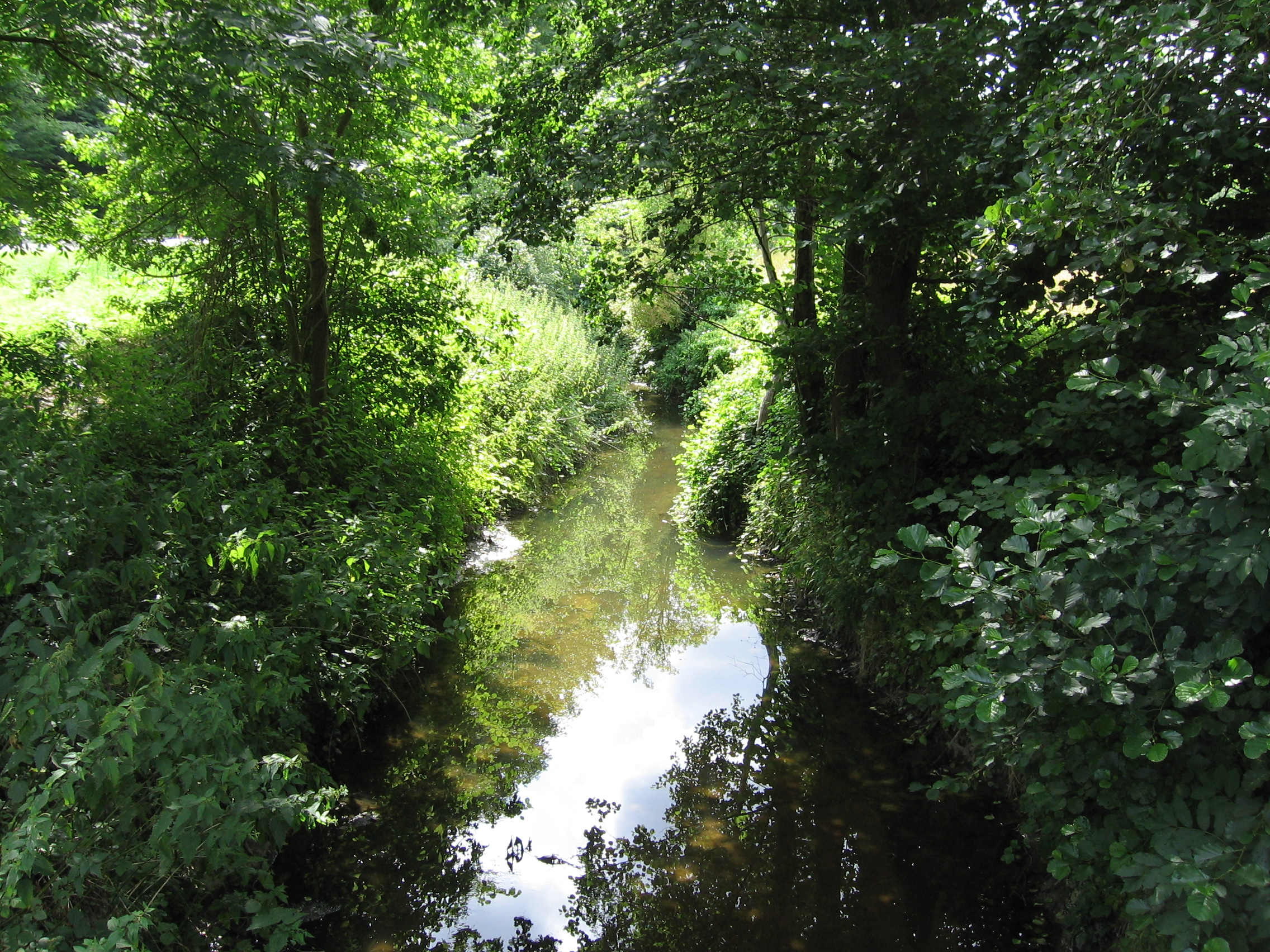
Le Houyoux passant à Bricgniot

## Patrimoine
- Le large cimetière qui est cimetière de Saint-Servais, se trouvant sur les hauteurs de la rivière.
- La ferme de Bricgniot.
- L’ancienne hostellerie de Notre-Dame de Lourdes où se rassemblent de temps en temps des pèlerins visitant la grotte voisine.